# Grammia gelida
Grammia gelida là một loài bướm đêm thuộc phân họ Arctiinae, họ Erebidae.